# Miquel Far Mates "Far"
Miquel Far Mates "Far" (Santa Maria del Camí, 1880- Palma, 1970). Glosador.
Havia nascut a Can Far, a es Serral de Santa Maria, el 1880. Era fill de Miquel Far Roig i de Francina Mates Crespí. Va treballar a una teulera de Santa Ponça situada dins la possessió de ses Rotes Velles, a la vorera de la carretera d'Andratx. Va ser un bon glosador, comediant i cantador. És autor de la "Codolada dedicada a ses fadrines de casco de Santa Maria del Cam´. Ses de Fora Vila no hi entren". També va escriure la plagueta "Vuits i nous i cartes que no lliguen, coses d'en Miquel Far" i la comèdia "Ses lamentacions d'Elies i es salts de Jeremies", que no s'han conservat.
La codolada dedicada a les fadrines de Santa Maria diu així:
| «            | Crec que me donaran branca però jo em defensaré: sa de mestre Graci té moltes rues per sa panxa, i llavonses ve na Ganxa qui no mena es cos gens net, i sa de Can Gasparet ja comença a tornar vella; llavò sa de Cas Ferrer és un carruatge amb molles; i llavò ses Robioles tenen es parlar grosser; i sa de Cas Panerer pareix un cap de gri, i sa de Son Valentí té sa coa de vedell | » |
| — Miquel Far | |   |